# Kapturce
Kapturce (Ricinulei) - rząd pajęczaków obejmujący ślepe zwierzęta zamieszkujące ściółkę i szczeliny skalne w strefie tropikalnej. Cechą charakterystyczną kapturców jest obecność ruchomej płytki zasłaniającej otwór gębowy i szczękoczułki, które są zakończone przydatkami w kształcie szczypiec. Nogogłaszczki kapturców są krótkie. Larwy kapturców mają trzy pary odnóży lokomocyjnych. 

## Systematyka
Wyróżnia się ok. 60 gatunków w jednej rodzinie:
- Ricinoididae(inne języki)